# José Rubén Romero
José Rubén Romero (Cotija de la Paz, Michoacán, 25 de septiembre de 1890 - Ciudad de México, 4 de julio de 1952) fue un escritor, diplomático mexicano, miembro de la Academia Mexicana de la Lengua.[cita requerida]

## Biografía
Nació el 25 de septiembre de 1890 en Cotija de la Paz, Michoacán. Durante su juventud desarrolló el gusto por la poesía y la literatura. Fue un gran admirador de Amado Nervo, quien le dedicó su libro Místicas con las siguientes palabras: A Rubén Romero, un niño que hace versos, Amado.
Su primera publicación apareció el 2 de noviembre de 1902 en el periódico El panteón. Colaboró también en algunos periódicos de Michoacán como Iris, El Buen Combate, La Actualidad (1906), El Telescopio y Flor de Loto (1909). Entra en contacto con otros poetas morelianos que lo nombran miembro de su ateneo. Simpatizó con la rebelión de Francisco I. Madero en contra de la dictadura de Porfirio Díaz. En 1910 se incorpora a las filas maderistas. En este mismo año es nombrado secretario particular del Gobernador de Michoacán, cargo que le permitió conocer al presidente Madero en persona.
Fue arrestado en una ocasión porque sus versos contenían ataques hacia los asesinos de Francisco I. Madero. También estuvo a punto de ser fusilado durante el gobierno de Victoriano Huerta, en 1914. De 1913 a 1915 vivió en Pátzcuaro, donde se dedicó al comercio. Vivió también en la Ciudad de México, Tacámbaro, Santa Clara del Cobre, Morelia, etcétera.
En 1920 Romero es designado inspector general de Comunicaciones. Para 1921 es nombrado Jefe del Departamento de Publicidad de la Secretaría de Relaciones Exteriores. Es designado cónsul general de México en España por el presidente de la República Pascual Ortiz Rubio en 1930. En México de 1933 a 1935 ocupa el cargo de director del Registro Civil. Durante el gobierno de Lázaro Cárdenas, vuelve a desempeñar en España el puesto de cónsul general. En Barcelona conoce a Rómulo Gallegos y frecuenta las tertulias del Ateneo Español. 
El 19 de abril de 1937, la Liga de Escritores y Artistas Revolucionarios le ofrece un homenaje en Bellas Artes en el que participan José Mancisidor, Rafael F. Muñoz, Genaro Fernández MacGregor, Alejandro Quijano y Gastón Lafarga. En este mismo año es nombrado Embajador de México en Brasil. El 20 de agosto de 1941 pronuncia su discurso de ingreso a la Academia Mexicana de la Lengua que lleva por título Semblanza de una mujer, obra dedicada a la memoria de su madre. El 7 de octubre de 1942, la Universidad Nacional Autónoma de México le ofrece un homenaje en la sala Manuel M. Ponce de Bellas Artes. El 14 de abril de 1943 pronunció un discurso en defensa de las naciones americanas frente al poderío estadounidense, razón por la cual fue retirado de su puesto de Embajador en Cuba.
Documentó a muchos refugiados españoles desde La Habana que deseaban salir de República Dominicana para trasladarse a México.
En 1944 se retiró de los servicios diplomáticos. Fue consejero de la Presidencia de la República durante el periodo del presidente Miguel Alemán. En este año es propuesto como rector de la Universidad Michoacana de San Nicolás de Hidalgo, puesto que rechazó.
El 14 de junio de 1950 es designado miembro de número de la Academia Mexicana de la Lengua, para ocupar el puesto del poeta Federico Escobedo Tinoco, donde pronunció su discurso titulado Mis andanzas académicas. En 1951 trabaja en la preparación del Primer Congreso de Academias de la Lengua Española en la Ciudad de México, el cual se llevó a cabo del 23 de abril al 6 de mayo de 1951.
Muere en la Ciudad de México  a la edad de 61 años de un ataque cardiaco el 4 de julio de 1952.  En su primer aniversario luctuoso, la Academia Mexicana de la Lengua le rindió un solemne homenaje en el Panteón Francés de la capital mexicana.

## Temas recurrentes en la narrativa de José Rubén Romero
Uno de los temas fundamentales de la obra de José Rubén Romero es la Revolución mexicana. A partir de la publicación de Los de abajo de Mariano Azuela, varios escritores tomaron como eje de su narrativa al conflicto armado, “La Revolución Mexicana propició la participación del artista, pues fue la voz popular de su clase social” .
Este tipo de textos se caracterizan por ser “textos realistas, lineales, episódicos, sustentados en argumentos sencillos, cuyas tramas giran en torno de vivencias autobiográficas o en un rico anecdotario que busca apegarse a los hechos históricos”.  La trama de la Novela de la Revolución puede desenvolverse tanto en el periodo armado como en el posrevolucionario,(hasta 1940). José Rubén Romero forma parte de la novelística de la Revolución Mexicana. Novelas como Desbandada, Mi caballo, mi perro y mi rifle, El pueblo inocente y Rosenda tienen el tema de la Revolución como telón de fondo de su trama. Sin embargo la visión que muestra Romero del levantamiento es desalentadora. Los protagonistas de estas novelas ven que la Revolución no cumplió con sus expectativas, ya que muchos se aprovecharon del caos generado con el objetivo de mejorar su suerte, como los pillos y bandoleros. El pueblo siguió sumido en la pobreza mientras que los caciques, en busca de su propio bienestar, se adaptaron a las nuevas reformas políticas.
Otro de los temas de la narrativa romeriana es la descripción de cuadros costumbristas, tanto de personajes como de paisajes rurales. Romero describe las tradiciones provincianas de la cotidianidad y los personajes principales que son seres populares y desprotegidos. El escritor se centra especialmente en la figura del vagabundo y del loco. El lenguaje es otro de los rasgos que destaca en la obra de Romero. Este proviene de la sabiduría popular que se presenta a través de los refranes y los modismos que dotan de mayor realismo a su narrativa, “Su prosa va recogiendo con tino los sonidos del habla popular”.  Finalmente el humor es otro de los temas en Romero. Este aparece por primera vez en Tacámbaro y en la obra romeriana es irónico con el pueblo y sobre todo con las debilidades de los hombres. El humor también se une a la sátira para ridiculizar los abusos y engaños de los poderosos. La mayor parte de la prosa de este escritor gira en torno al tema del erotismo y el despertar sexual juvenil.

## Crítica de José Revueltas al costumbrismo de Romero
José Revueltas fue un escritor que en su obra se desvinculó del costumbrismo de la novela de la Revolución. Para él, la literatura debía mostrar la realidad del pueblo y no una simple imagen colorista y artesanal de este, por lo que creía que los escritores contemporáneos le habían dado la espalda a su pueblo:

No se conoce nuestro pueblo real, nuestro pueblo de lágrimas y, o unos hacen anécdota artesana, colorista como Rubén Romero, u otros pintan un pueblo folklórico, sin sentido, nada más pintoresco […] Nosotros tenemos el deber de escribir esa rabiosa novela mexicana sin tregua; hay que hacerla, como una aportación a la patética esperanza de nuestro proletariado y nuestros campesinos.

Para Revueltas el realismo mexicano era débil y no mostraba las carencias a las que el proletariado y el campesino se enfrentaban día a día. Su crítica se opuso al nacionalismo estatal de la izquierda, lo que trajo su posición contra los escritores de la Revolución.
El escritor considera que el costumbrismo es en lo social la añoranza de un pasado que carece de vida:

Pretender entonces que don José Rubén Romero fuese el creador de la novela mexicana, sería un error: porque la novela mexicana tiende históricamente a no ser mexicana en el sentido local y estrecho del término, a no limitarse a lo circunstancial y episódico de la vida de nuestro país, sino a descubrir, en el hombre mexicano, lo que hay del corazón del hombre universal.

## Adaptaciones al cine
Dos de sus libros, La vida inútil de Pito Pérez y Rosenda, fueron llevados al cine. De La vida inútil de Pito Pérez existen tres películas, la primera de 1944 a cargo del actor Manuel Medel (primera pareja cómica de Cantinflas), bajo la dirección de Miguel Contreras Torres. La segunda se filmó en el año de 1956, protagonizada por Germán Valdés, "Tin Tán", bajo el título de Las aventuras de Pito Pérez. Fue dirigida por Juan Bustillo Oro. La tercera fue protagonizada por el actor Ignacio López Tarso en 1970  y fue dirigida por Roberto Gavaldón. Cuenta con las actuaciones de Lilia Prado, Carmen Salinas, Lucha Villa, Alfonso Arau, etc. En cuanto al libro Rosenda, existe una versión cinematográfica de 1948 dirigida por Julio Bracho, con las actuaciones de Fernando Soler como Rubén Romero, Rita Macedo como Rosenda y Rodolfo Acosta en el papel de Salustio. En esta versión, Rosenda tiene un hijo y después de la separación, el narrador se cruza en un viaje en trenes con Rosenda. También existe una película llamada Pito Pérez se va de bracero, del año 1948, que fue protagonizada por Manuel Medel y fue dirigida por Alfonso Patiño Gómez.

## Obras publicadas
Poesía
- Fantasías (1908)
- Rimas Bohemias, Hojas marchitas (Pátzcuaro, 1912)
- La musa heroica[13] (Tacámbaro, 1915)
- La musa loca (Morelia, 1917)
- Alma heroica[14]  (Tacámbaro, 1917)
- Sentimental (México, 1919)
- Tacámbaro[15] (México, 1922)
- Versos viejos (México, 1937)

Novela
- Apuntes de un lugareño[16]  (1932)
- Desbandada (1934)
- El pueblo inocente[17]  (1934)
- Mi caballo, mi perro y mi rifle (1936)
- La vida inútil de Pito Pérez (1938)
- Una vez fui rico (1942)
- Algunas cosillas de Pito Pérez que se me quedaron en el tintero (1945)
- Rosenda (1946)

Relato
- Anticipación a la muerte[18]  (1939)
- Rostros (1942)